# Charles Ergen
Charles William Ergen, más conocido como Charlie Ergen (Oak Ridge, 1 de marzo de 1953) es un empresario estadounidense. Es el cofundador, presidente actual del Consejo de administración, expresidente y ex-CEO de Dish Network y Echostar Communications Corporation. Después de dejar su cargo de director general en mayo de 2011, Ergen sigue siendo el presidente del Consejo de Administración de ambas compañías y posee el 52 por ciento de las acciones de Dish y Echostar y el 88 por ciento del poder de voto total. A través de Echostar, Charlie Ergen es también un accionista mayoritario en Dish México, un proveedor de televisión de paga en México. En 2009, Echostar invirtió en el Operador de televisión de paga Dish México, resultado de la asociación con MVS Comunicaciones. Echostar compró una posición satelital sobre Brasil en 2012 y ha tratado de buscar un socio en la región para ofrecer servicios de televisión por satélite desde esa fecha.

## Biografía
Nació en Oak Ridge (Tennessee), hijo de William K. Ergen, un físico nuclear austriaco que emigró a los Estados Unidos antes de la Segunda Guerra Mundial como parte de la fuga de cerebros europeos; su madre fue Viola, probablemente la primera mujer contadora en el Estado de Minnesota y gerente de negocios del Children's Museum de Oak Ridge. Es el 4° de 5 hermanos.
Después de graduarse del Oak Ridge High School en 1971, estudio una Licenciatura en Arte en la Universidad de Tennessee en Knoxville; en 1976 se graduó en la Universidad Wake Forest con la Maestría en Administración de Negocios. Trabajó como auditor de viaje de las plantas textiles de "Collins & Aikman Corporation", una empresa textil con sede en Charlotte, North Carolina. Es también un profesional de Blackjack y Póker.
Ergen se mudó a Dallas a tomar el trabajo de analista financiero de Frito-Lay. Más tarde conoció a Cantey McAdam, una auxiliar de vuelo de la aerolínea Braniff, cuyo nombre irlandés "Cantey" fue modificado a "Candy".
Ergen ocupa la posición 106 en la lista de Forbes de las personas más ricas del mundo con un patrimonio neto de $8.3 billones de dólares.

## Echostar
En 1980, Charlie junto con su esposa Cantey y Jim DeFranco fundaron "EchoSphere" invirtiendo $ 60.000, una empresa de televisión por satélite dirigido a audiencias rurales; posteriormente sería renombrada a EchoStar. Compraron dos Antenas C-Band y atacaron comercialmente el gran Colorado rural. Condujeron en las afueras de Denver con un presupuesto ínfimo, vendiendo antenas parabólicas o "dishes" como se conocen en inglés, en la parte trasera de su camión.
En 1990, Ergen llevó a EchoStar a las grandes ligas gracias a la recaudación de $335 millones en bonos para invertir en posiciones orbitales para satélites. Dos años más tarde, EchoStar obtuvo una licencia SDF (Satélite de Difusión Directa) de la Comisión Federal de Comunicaciones, dando a la empresa su propia posición para una Geoestación Orbital. En 1993, EchoStar Communications fue fundada bajo Ergen, las utilidades de EchoStar se duplicaron a $ 20.4 millones, en 1993.

## Dish
En la primavera de 1996, Ergen oficialmente lanzó su Digital Sky Highway: DISH (Autopista Celeste Digital que forma el acrónimo DISH en inglés). DISH estaba compitiendo directamente con DirecTV, Primestar y US Satellite Broadcasting. Inicialmente ofrecía cinco paquetes de programación, con una cuota mensual de entre $ 19.99 a $ 59.99. En agosto de 1996, Dish Network ya contaba con 100.000 suscriptores. Tras el lanzamiento de EchoStar II en septiembre de 1996, DISH Network alcanzó 350.000 suscriptores adicionales a finales de año.

## Adquisición de empresas
Después de un contrato de $8 millones para 22 asignaciones de canales de DBSC, EchoStar y DISH adquirieron múltiples empresas. EchoStar compró una participación del 40% en Direct Broadcast Satellite Corporation (DBSC) en 1994, y el 60% que le restaba fue comprado dos años después. En 1998, EchoStar llegó a un acuerdo con Rupert Murdoch News Corp. para comprar las acciones propiedad de DBS de inversiones en American Sky Broadcasting y MCI WorldCom-News Corp por un valor de $ 1.25 mil millones. Esto aumentaría los canales de EchoStar a entre 200 y 500, y daría a News Corp. y MCI un 37 por ciento de propiedad en EchoStar. Sin embargo, el acuerdo fracasó en el último momento.
En 2007, EchoStar adquirió a Sling Media Inc., un proveedor de soluciones de video, por $380 millones de dólares. En 2011, DISH y EchoStar concluyeron varias adquisiciones: 
- EchoStar compró Hughes Communications Inc. por un estimado de 1320 millones dólares.[6]
- DISH adquirió a DBSD América del Norte, una empresa en problemas por 1000 millones de dólares para mejorar su espectro inalámbrico actual.[20]
- DISH compró la cadena de vídeos en renta Blockbuster LLC en una operación valorada en un estimado de 228.000.000 de dólares.[21]
- DISH compró TerreStar por 1,38 mil millones dólares en un intento por agregar el espectro inalámbrico móvil a su portafolio.[22]

## Tácticas de marketing y ventas
Ergen inicialmente se basó en la subvaloración de precios y ofertas promocionales. En 1998, DISH incluyó a BBC America en su paquete Top 100. Ergen también es conocido por regalar antenas parabólicas.

## Premios
En junio de 1991, Ergen fue nombrado "Maestro y Emprendedor del Año" de la región de las Montañas Rocosas por la Revista INC. Dos años antes, había sido honrado con un Premio Home TV de la Asociación de Satélites Star. Adicionalmente, Ergen ha desempeñado un papel clave en la lucha por los derechos de los consumidores estadounidenses a ver sus canales de televisión locales a través del satélite, lo cual se convirtió en realidad después de que la Ley de la Ayuda al Televidente de Satélite fuese aprobada en 1999. Él ha sido un ávido defensor de las cuestiones de competencia de video y ha testificado ante el Congreso sobre este tema en numerosas ocasiones. Fue reconocido con el premio al Hombre de Negocios del Año de la empresa de Noticias de las Montañas Rocosas, y fue honrado una segunda vez en 2001.
Así mismo, también mereció el premio al CEO del año de la industria Satelital en 2001. En 2000, fue nombrado "Space Industry Business Man" del Año y en 2007 fue nombrado uno de los "Mejores CEOs del Mundo" por la revista Barron. La lista del Top 10 de CEOs de la Forbes también lo menciona y finalmente cofundó la Asociación de Difusión y Comunicaciones por Satélite.

## Estilo de trabajo
CNN describió a Ergen como la "una persona con la típica mentalidad de un startup". Él es conocido como un agresivo y feroz empresario con una imagen de country-boy que desmiente su naturaleza competitiva. Ergen piensa que el deporte es "una gran preparación para lograr una compañía de mil millones de dólares, compitiendo contra compañías de cientos de miles de millones de dólares. ¡Aprendes a patearles el pie para que no puedan saltar!". Ergen es también conocido por llevar a los empleados e internos a excursiones de senderismo cada año.

## La innovación y la interrupción
Bajo Ergen, DISH fue el primer proveedor de satélites en ofrecer acceso de 2 vías de Internet de alta velocidad y también en introducir un grabador de vídeo digital directo en la caja de cable. Él también jugó un papel decisivo en bajar el precio de los receptores de satélite disponibles a menos de $200. Sin embargo, en 2012, los cuatro grandes organismos de radiodifusión, NBC, CBS, ABC y Fox demandaron a Dish Network después de lanzar AutoHop, una tecnología que graba programas y los reproduce sin comerciales. DISH demandó apeló en cuanto a la legalidad de la sentencia y una medida preliminar por Fox para bloquear el servicio fue denegada. Actualmente, Ergen ha dicho que el enfoque actual de Dish es adquirir una porción significativa del espectro de servicios inalámbricos de celular. Dish también está buscando un socio para construir una red inalámbrica celular, siendo Google y AT&T socios potenciales.

## Vida personal
Está casado con Cantey ("Candy") McAdam y tienen cinco hijos. Viven en Littleton, Colorado. Ergen es un ávido escalador de montaña que ha escalado el Monte Kilimanjaro, el monte Aconcagua en Argentina  y el Monte Everest en Nepal. Él es un miembro del Club de Montaña de Colorado y ha escalado todas sus montañas de más de 3500 metros de altura. Además de escalar, sus intereses incluyen el póker y el baloncesto.